# Lisse (architecture)
Pour les articles homonymes, voir Lisse (homonymie).
Une lisse est une une poutre placée horizontalement sur le mur de façade ou le toit d'un bâtiment.